# UB-66号潜艇
陛下之UB-66号艇是德意志帝国海军于第一次世界大战期间建造的其中一艘UB-III型近岸潜艇或称U艇。它由基尔的日耳曼尼亚船厂承建，于1917年5月31日新船下水，至同年8月1日交付使用。其全长55.83米，水面及水下排水量分别为513吨和647吨，艇载武器则包括五具500毫米鱼雷发射管以及一门88毫米口径甲板炮。UB-66号曾被部署至君士坦丁堡半区舰队服役，并参与了地中海潜艇战。在两次巡逻期间，该艇合共击沉了2艘协约国或中立国商船，容积总吨为4105吨。1918年1月，UB-66号以不明原因在地中海东部失踪，艇内30名官兵全数阵亡。

## 设计
UB-66号是基尔日耳曼尼亚船厂承建的UB-III型首批次（UB-66至UB-71号）的首艇，由德意志帝国海军潜艇监察局于1916年5月20日订购，至1917年5月31日下水。其全长55.83米，舷宽5.80米。艇体采用双壳体结构，水面及水下排水量分别为513吨和647吨，浮起时的吃水深度为3.67米。由于无需像UC-II型艇那样提供水雷布设装置，设计工程师对潜艇舷弧进行了优化，增大了司令塔体积，配备两具潜望镜，司令塔与控制室之间增加一道水密舱壁。这些改进显著提高了潜艇的水下机动性和生存力。为了达到更高的航速，UB-66号采用两台猛狮六缸四冲程550匹公制馬力（405千瓦特）柴油机用于水面运行，以及两台394匹公制馬力（290千瓦特）的西门子-舒克特电动发电机用于水下航行；水面最高航速13.2節（24.4每小時），水下7.6節（14.1每小時）；能够在水面以6節（11每小時）航速续航9,090海里（16,830），或以4節（7.4每小時）连续在水下航行55海里（102）而无需充电。
UB-66号的主武器为五具500毫米艇艏鱼雷发射管，其中艇艏四具采用层叠式布局分居两侧、艇艉一具，并可搭载合共10枚G6型鱼雷。辅助武器则是一门88毫米30倍径速射炮。其标准船员编制为3名军官加31名水兵。

## 服役历史
1917年8月1日，UB-66号在前UB-42号艇长、海军上尉弗里茨·韦尼克的指挥下正式入役，随即展开海试。完成海试后，该艇计划被部署至地中海，以便取代原希望移交奥斯曼帝国的UB-42号。10月15日，UB-66号开始巡逻加入君士坦丁堡半区舰队，途中曾于19日在设得兰群岛以北通过甲板炮击沉了412总吨、正从京斯敦搭载玉米前往奥胡斯的丹麦帆船玛塔号（Martha），造成10人罹难。至12月9日，UB-66号抵达在奥匈帝国的军港卡塔罗，进行补给和检修。它于十天后离港，在亚历山大港和塞得港周边、以及叙利亚沿岸和塞浦路斯附近执行任务。战争日志显示UB-66号曾于1918年1月10日在贝鲁特补充了燃油，并于1月17日以后失踪，艇内30名官兵全数阵亡。尽管英国方面宣称是单桅战船风铃草号于1月18日在卡本半岛附近（38°30′N 24°25′E / 38.500°N 24.417°E）投掷深水炸弹击沉了UB-66号，但后者实则受命前往地中海东部巡逻，然后驶向君士坦丁堡，并曾于12日在法马古斯塔附近被发现。另一方面，3693总吨的英国货轮温莎庄园号（Windsor Hall）于1月17日在亚历山大港西北约45海里（83）处的沉没也必须归功于UB-66号，它不可能于翌日出现在卡本半岛。

## 袭击历史摘要
| 日期           | 船名       | 船籍 | 吨位 | 结局 |
| -------------- | ---------- | ---- | ---- | ---- |
| 1917年10月19日 | 玛塔号     | 丹麦 | 412  | 击沉 |
| 1918年1月17日  | 温莎庄园号 | 英国 | 3693 | 击沉 |

## 脚注
1. ↑  Rössler，第27頁.
2. 1 2  Helgason, Guðmundur. . German and Austrian U-boats of World War I - Kaiserliche Marine - Uboat.net.   [2022-05-04].
3. 1 2 3 4  Gröner 1991，第25-30頁.
4. 1 2  Helgason, Guðmundur. . German and Austrian U-boats of World War I - Kaiserliche Marine - Uboat.net.   [2015-03-08].
5. ↑  陈进，第239頁.
6. ↑  Helgason, Guðmundur. . German and Austrian U-boats of World War I - Kaiserliche Marine - Uboat.net.   [2022-05-04].
7. ↑  NARS，第78頁.
8. ↑  Helgason, Guðmundur. . German and Austrian U-boats of World War I - Kaiserliche Marine - Uboat.net.   [2022-05-04].
9. ↑  Helgason, Guðmundur. . German and Austrian U-boats of World War I - Kaiserliche Marine - Uboat.net.   [2015-03-08].